# Landtagswahlkreis Herne II
Der Landtagswahlkreis Herne II war ein Landtagswahlkreis in Herne in Nordrhein-Westfalen. Er umfasste zuletzt die Stadtbezirke Wanne und Eickel und einen Teil des Stadtbezirks Mitte. Davor bestand der Wahlkreis nur aus der ehemaligen Stadt Wanne-Eickel. Zur Landtagswahl 2005 wurde der Wahlkreis aufgelöst und auf die Wahlkreise Herne I und Bochum III – Herne II verteilt.
Der Wahlkreis wurde stets von der SPD gewonnen.

## Wahlkreissieger
| Jahr | Wahlkreisname    | Direktmandat   |
| ---- | ---------------- | -------------- |
| 1947 | 99 Wanne-Eickel  | Franz Hruska   |
| 1950 | 99 Wanne-Eickel  | Franz Hruska   |
| 1954 | 99 Wanne-Eickel  | Paul Marziniak |
| 1958 | 99 Wanne-Eickel  | Paul Marziniak |
| 1962 | 99 Wanne-Eickel  | Paul Marziniak |
| 1966 | 102 Wanne-Eickel | Paul Marziniak |
| 1970 | 102 Wanne-Eickel | Helmut Hellwig |
| 1975 | 102 Wanne-Eickel | Helmut Hellwig |
| 1980 | 129 Herne II     | Helmut Hellwig |
| 1985 | 129 Herne II     | Helmut Hellwig |
| 1990 | 129 Herne II     | Helmut Hellwig |
| 1995 | 129 Herne II     | Frank Sichau   |
| 2000 | 128 Herne II     | Frank Sichau   |